# بروس بانون
بروس بانون (بالإنجليزية: Bruce Bannon)‏ هو لاعب كرة قدم أمريكية أمريكي، ولد في 11 مارس 1951 في روكاواي في الولايات المتحدة.

## وصلات خارجية
- بروس بانون على موقع مرجع كرة القدم المحترفة.كوم (الإنجليزية)